# Oedter Mühle
Die Oedter Mühle war eine Wassermühle an der Niers in Grefrath-Oedt (1623) mit zwei unterschlächtigen Wasserrädern.

## Geographie
Die Oedter Mühle hatte ihren Standort an der Niers in der Mühlengasse 5 im Ortsteil Oedt in der nordrhein-westfälischen Gemeinde Grefrath im Kreis Viersen. Das Gelände, auf dem das Mühlengebäude steht, liegt auf ungefähr 35 m über NN.
Die Niers versorgte über Jahrhunderte die Oedter Mühle mit Wasser. Die Pflege und Unterhaltung des Gewässers obliegt dem Wasser- und Bodenverband der Mittleren Niers, der in Grefrath seinen Sitz hat.

## Geschichte
Die Oedter Mühle wird zum ersten Mal in einer Urkunde von 1273 erwähnt und ist Eigentum der Abtei St. Vitus in Gladbach. In der Nähe der Mühle entsteht die Burg Uda, die im Jahre 1313 in der Hand des Kölner Erzbischofs ist, zunächst als Lehen, und 1348 uneingeschränkt mitsamt der Herrschaft. Der Erzbischof übernahm im Jahre 1454 die Oedter und die Mülhausener Mühle in Erbpacht. Die Oedter Mühle war eine Mahl- und Ölmühle unter einem Dach und zeigt auf einer Zeichnung aus dem Jahre 1623 zwei Wasserräder. Im Dreißigjährigen Krieg (1643) wurde die Burg gesprengt. Inwieweit die Mühle dabei Schaden genommen hatte, ist nicht bekannt. 1843 gehört die Mühle den Gebrüder Holtz aus Süchteln. Sie lief – zuletzt elektrisch – bis 1960. Heute ist das Mühlengebäude aus dem 19. Jahrhundert ein Mehrfamilienhaus.

## Galerie

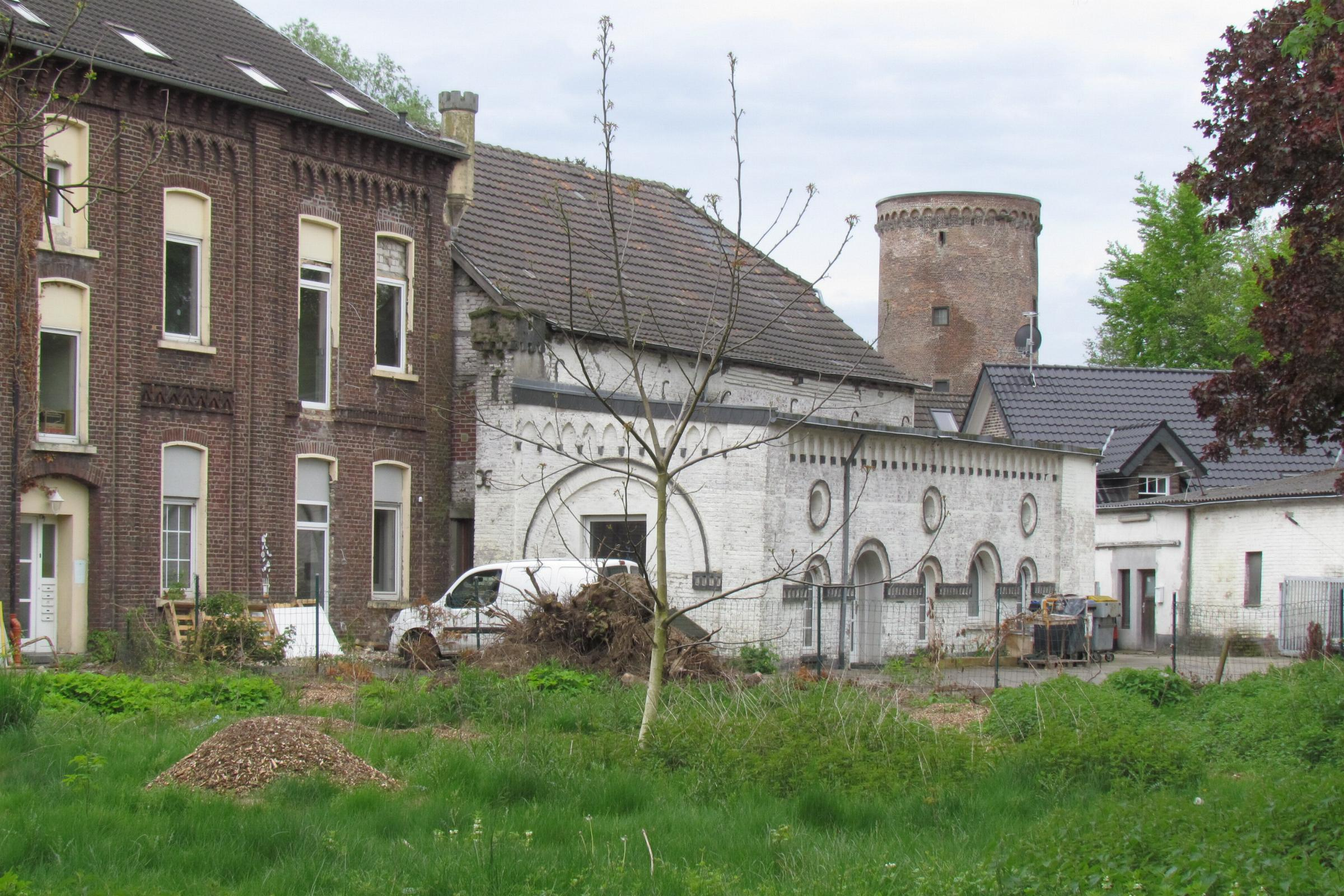
Wohn- und Radhaus mit Turm der Burg Uda
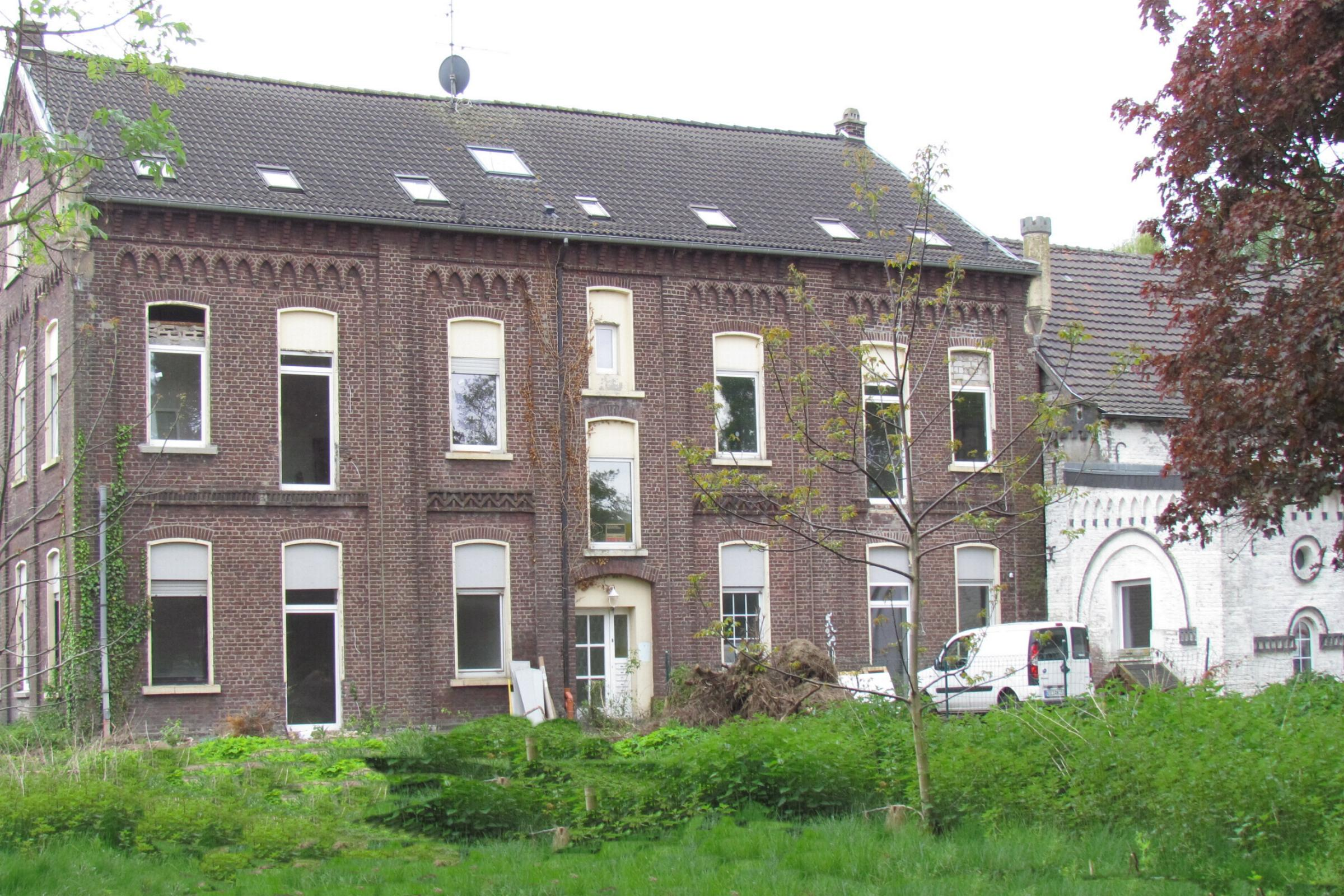
Wohnhaus der Oedter Mühle
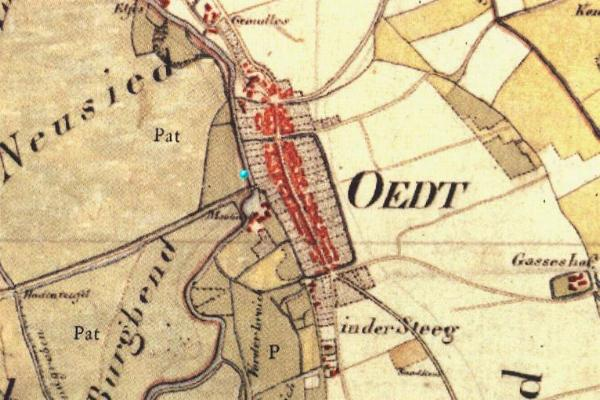
Tranchotkarte 1806